# Saint-Pierre-de-Bailleul
Saint-Pierre-de-Bailleul ist eine französische Gemeinde mit 975 Einwohnern (Stand: 1. Januar 2022) im Département Eure in der Region Normandie; sie gehört zum Arrondissement Les Andelys und zum Kanton Gaillon. Die Einwohner werden Saint-Bailleuilais genannt.

## Geographie
Saint-Pierre-de-Bailleul liegt etwa 20 Kilometer ostnordöstlich von Évreux. Umgeben wird Saint-Pierre-de-Bailleul von den Nachbargemeinden Saint-Pierre-la-Garenne im Norden, Saint-Pierre-d’Autils im Osten und Nordosten, Saint-Étienne-sous-Bailleul im Osten, Villez-sous-Bailleul im Süden sowie Saint-Aubin-sur-Gaillon im Westen.

## Bevölkerungsentwicklung
| Jahr                       | 1962 | 1968 | 1975 | 1982 | 1990 | 1999 | 2006 | 2019 |
| Einwohner                  | 484  | 531  | 624  | 655  | 834  | 935  | 1030 | 977  |
| Quellen: Cassini und INSEE |      |      |      |      |      |      |      |      |

## Sehenswürdigkeiten
- Kirche Notre-Dame-de-Grâce (auch: Kirche Saint-Pierre) aus dem 11. Jahrhundert, Monument historique seit 1961 sowie Kapelle gleichen Namens

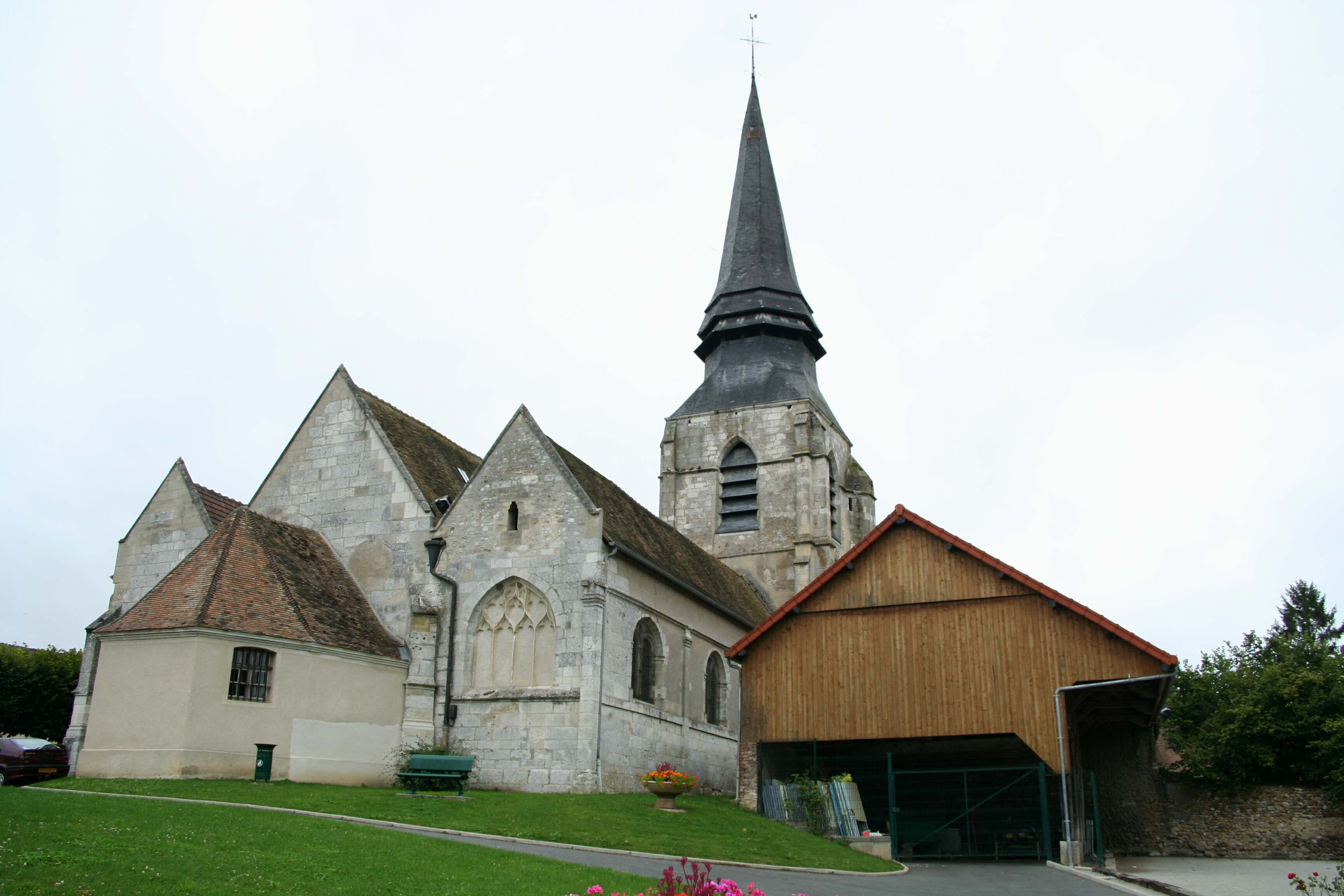
Kirche Notre-Dame-de-Grâce
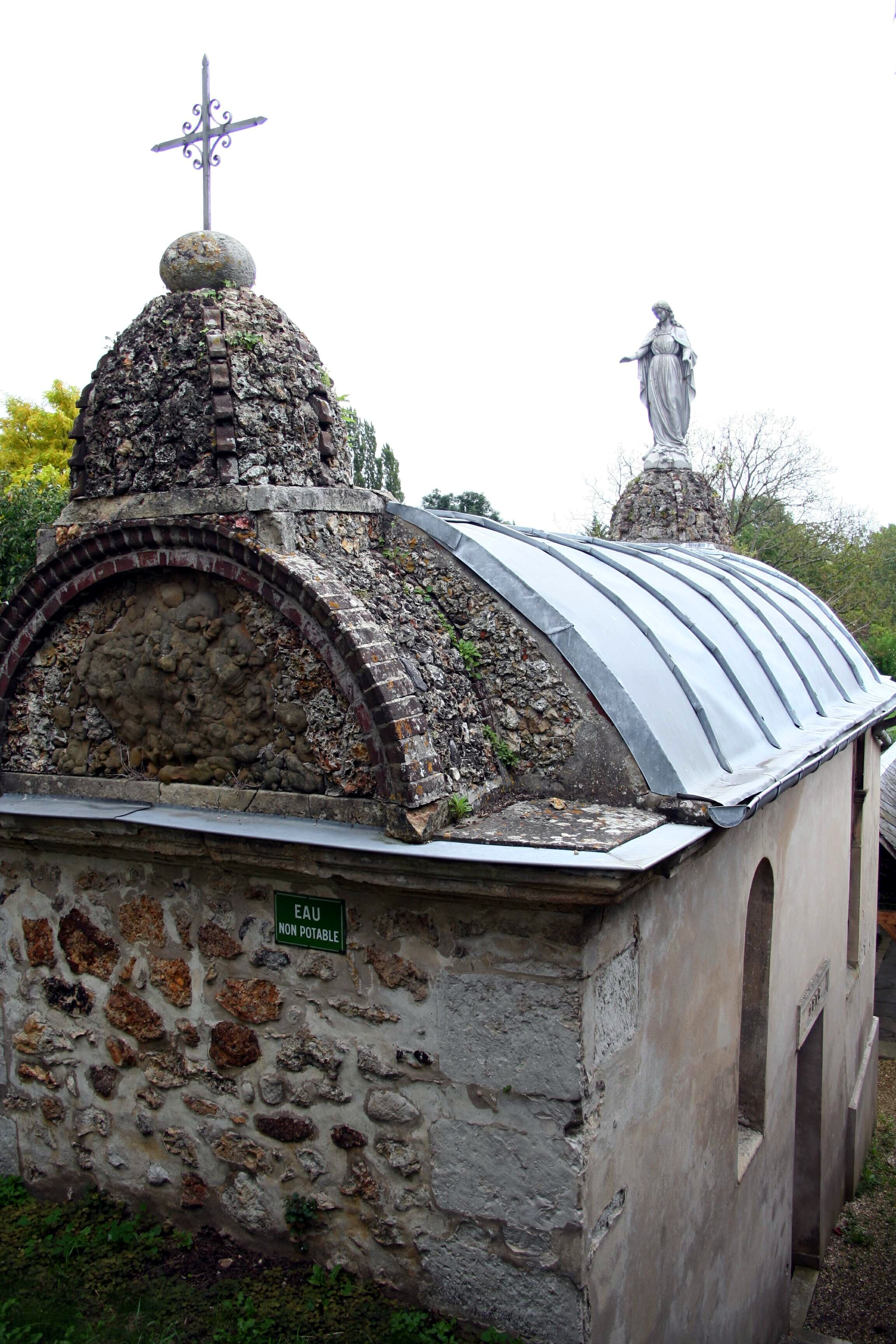
Kapelle
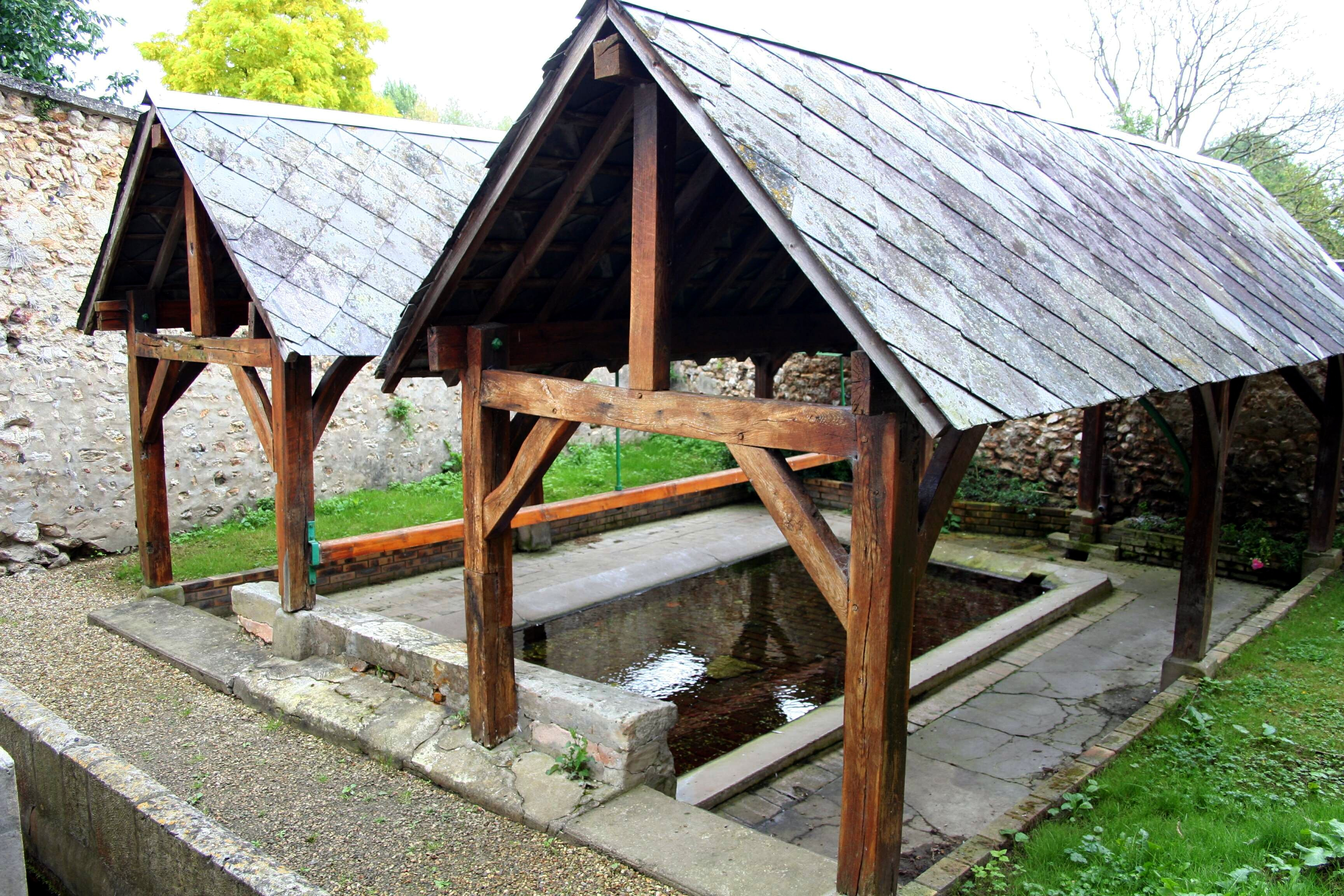
Ehemaliges öffentliches Waschhaus